# Bonfim do Piauí
Bonfim do Piauí est une municipalité brésilienne située dans l'État du Piauí.